# Плеврат III
Вижте пояснителната страница за други личности с името Плеврат.
Плеврат III (на старогръцки: Πλευράτος, Pleuratus III) е цар на ардиеите в Илирия през 205 – 181 пр.н.е.

## Живот
Той е син на цар Скердилаид и на сестрата на атаманския цар Аминдар, внук на цар Плеврат II, и баща на Гентий (180 – 168 пр.н.е.) и на Плеврат. От втората си съпруга Евридика има син Караванций.
През Първата римско-македонска война през 211 пр.н.е. Плеврат се съюзява с претора Марк Валерий Левин, командващ римския флот в Адриатическо море и се бие против Филип V Македонски.